# Rainas
Rainas (Nepali राईनास) ist eine Stadt (Munizipalität) im Südosten des Distrikts Lamjung in Zentral-Nepal.
Rainas erstreckt sich über das Hügelland östlich des Marsyangdi 12 km südöstlich der Distrikthauptstadt Besisahar.
Die Stadt Rainas entstand im September 2015 durch Zusammenschluss der Village Development Committees (VDCs) Bhalayakharka, Chakratirtha, Dhamilikuwa, Mohoriyakot, Pyarjung und Tarkughat.
Die Stadtverwaltung befindet sich im ehemaligen VDC Mohoriyakot.

## Einwohner
Bei der Volkszählung 2011 hatten die VDCs, aus welchen die Stadt Rainas entstand, 18.527 Einwohner.